# Atbaszar
Atbaszar (kazah nyelven: Atbasar) város Kazahsztán északi részén, az Akmola régióban, ma Kazahsztán 44. legnagyobb városa. 

## Története
A várost kozák településként alapították 1846-ban, ismertségét évente megrendezett vásárairól kapta. Atbaszar ma vasúti csomópont, valamint a helyi gabona- és állatállomány feldolgozásának központja.  

## Éghajlata
A Kazahsztánban mért legalacsonyabb hőmérsékletet Atbaszarban mérték, mely -57 °C volt.

## Galéria

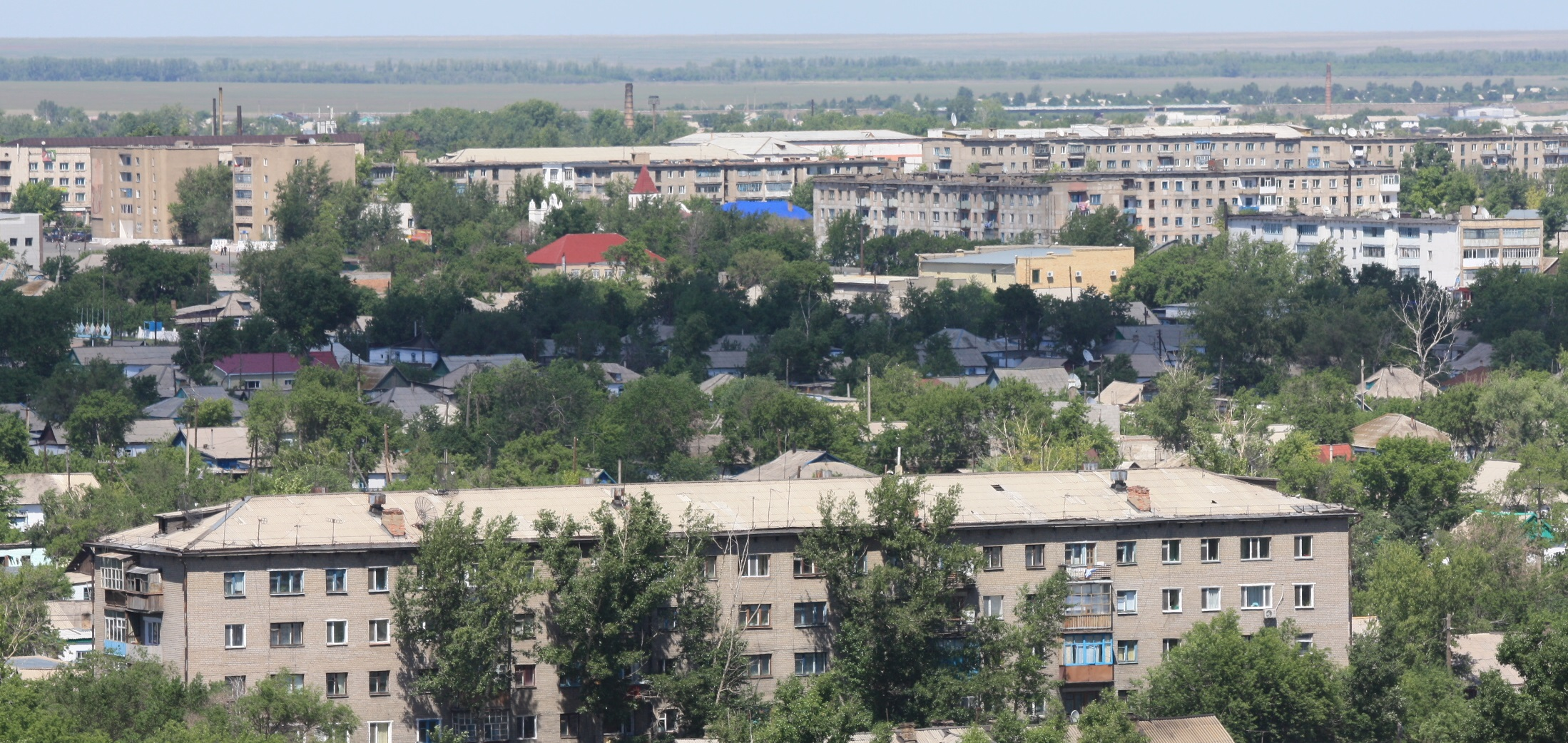
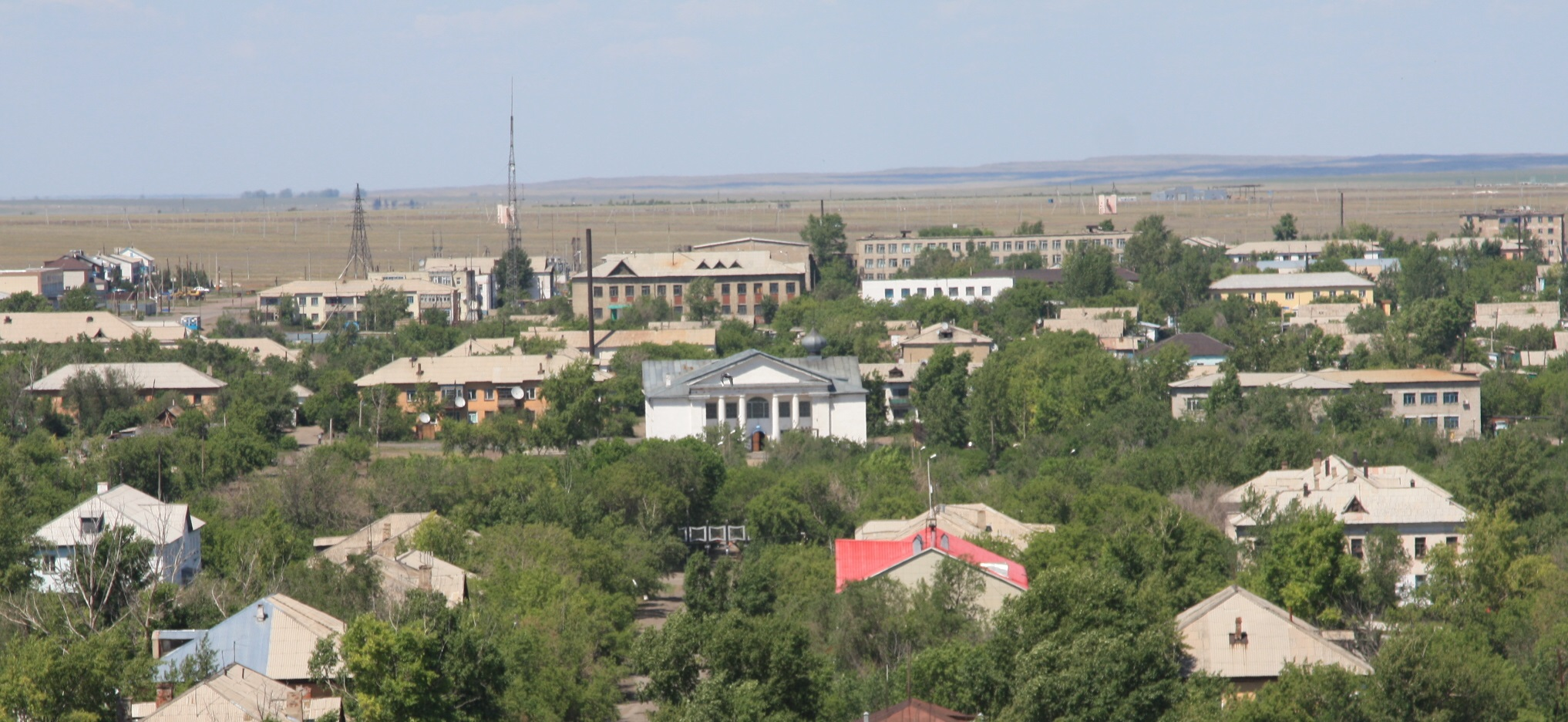
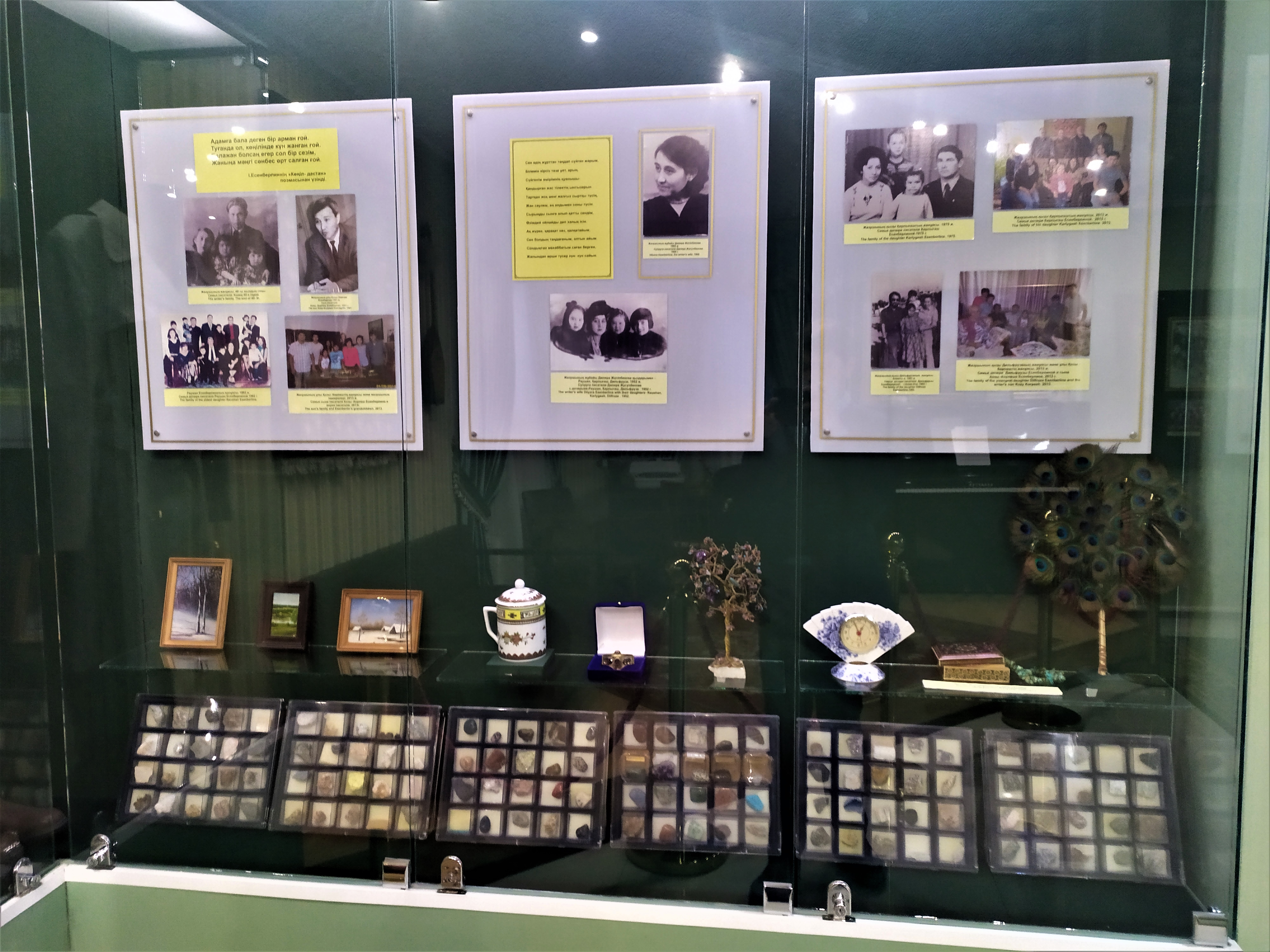
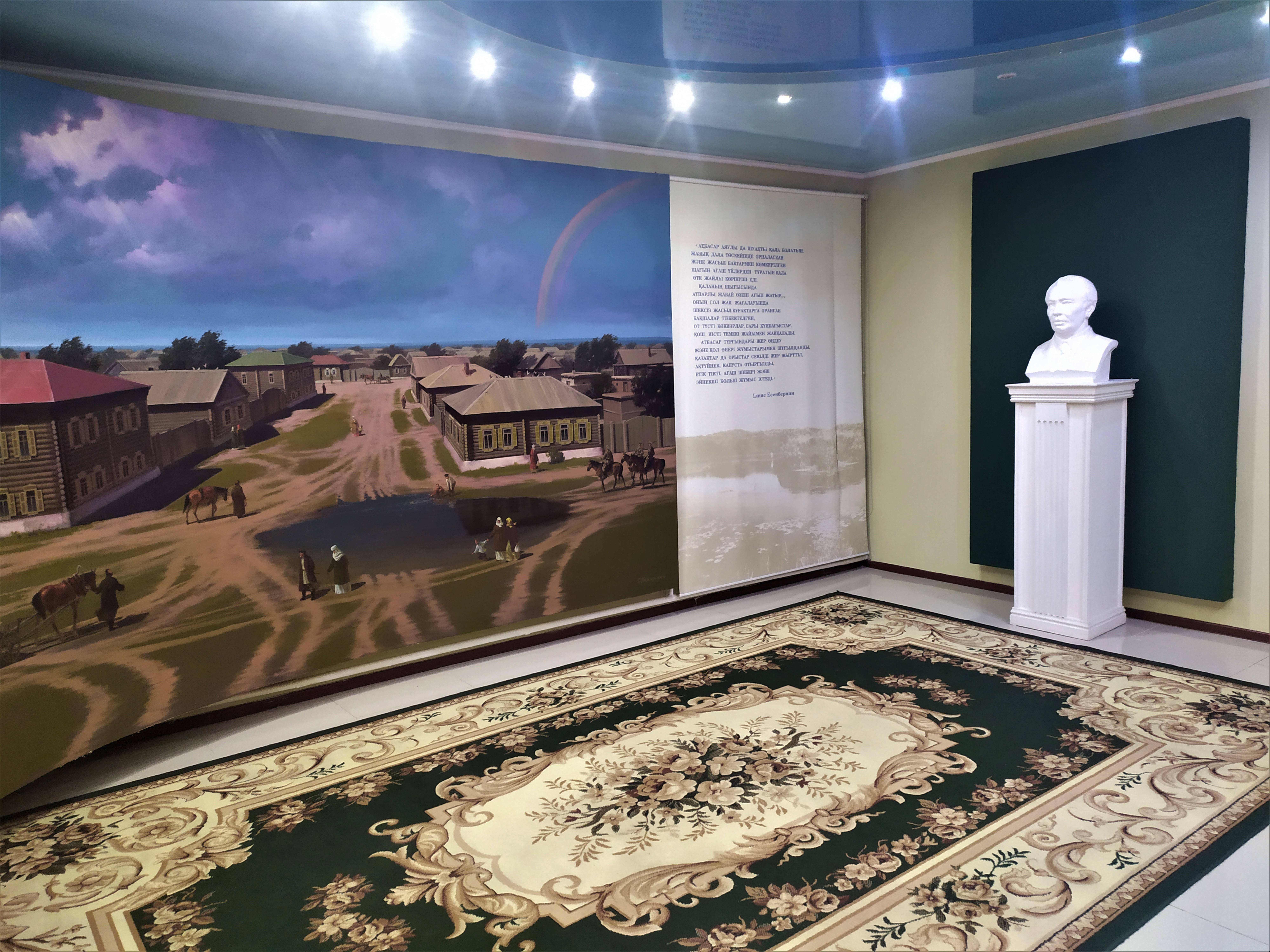

## Népesség
| Népesség | Népesség | Népesség | Népesség | Népesség | Népesség | Népesség | Népesség |
| 1897     | 1959     | 1970     | 1979     | 1989     | 1999     | 2009     | 2014     |
| -------- | -------- | -------- | -------- | -------- | -------- | -------- | -------- |
| 3.038    | 34.316   | 37.228   | 36.250   | 39.163   | 32.288   | 30.436   | 29.733   |

## Fordítás
- Ez a szócikk részben vagy egészben  az   Atbasar című angol Wikipédia-szócikk fordításán alapul.  Az eredeti cikk szerkesztőit annak laptörténete sorolja fel. Ez a jelzés csupán a megfogalmazás eredetét és a szerzői jogokat jelzi, nem szolgál a cikkben szereplő információk forrásmegjelöléseként.